# Monopsis scabra
Monopsis scabra är en klockväxtart som först beskrevs av Carl Peter Thunberg, och fick sitt nu gällande namn av Ignatz Urban. Monopsis scabra ingår i släktet Monopsis och familjen klockväxter. Inga underarter finns listade i Catalogue of Life.